# Paranavaí Airport
Paranavaí Airport är en flygplats i Brasilien.   Den ligger i kommunen Paranavaí och delstaten Paraná, i den södra delen av landet, 900 km sydväst om huvudstaden Brasília. Paranavaí Airport ligger 471 meter över havet.
Terrängen runt Paranavaí Airport är platt. Närmaste större samhälle är Paranavaí, 3,0 km nordost om Paranavaí Airport.
Trakten runt Paranavaí Airport består i huvudsak av gräsmarker. Runt Paranavaí Airport är det ganska glesbefolkat, med 35 invånare per kvadratkilometer.